# Pyrausta austriacalis
Pyrausta austriacalis is een vlinder uit de familie van de grasmotten (Crambidae). De wetenschappelijke naam van de soort is voor het eerst geldig gepubliceerd door Herrich-Schäffer.